# Rod Wave
Родариус Марселл Грин (родился 27 августа 1999), более известен как Rod Wave — американский рэпер, певец и автор песен, отличающийся сильным голосом и смешивающий в своём творчестве современный ритм-н-блюз и хип-хоп. Популярность Грина выросла в 2019 году благодаря синглу «Heart on Ice», он достиг 25 места в чарте Billboard Hot 100. Его дебютный студийный альбом Ghetto Gospel вышел в 2019 году и достиг 10 номера в американском чарте Billboard 200. Второй альбом Грина Pray 4 Love был выпущен в 2020 году и занял второе место в чарте Billboard. 26 марта 2021 года был выпущен третий студийный альбом SoulFly.

## Карьера
Карьера Грина началась в 2018 году. Он выпустил несколько микстейпов независимо до подписания контракта с лейблом Alamo Records. 14 июня 2019 года Rod Wave выпустил свой микстейп PTSD, в который вошла песня «Heart On Ice». Она стала вирусной на YouTube и в TikTok, заняв 25 место в Billboard Hot 100. Дебютный альбом Грина, Ghetto Gospel, был выпущен 1 ноября 2019 года и занял 10 место в Billboard 200.
Второй альбом Грина Pray 4 Love был выпущен 3 апреля 2020 года и дебютировал под номером 2 в Billboard 200. Несколько песен из него попали в чарт Billboard Hot 100, в том числе «Rags2Riches», она достигла 12 места и стала его самым высоким треком в чарте. 11 августа 2020 года Rod Wave был включён в список фрешменов журнала XXL 2020 года. В июле 2020 года Грин рассказал, что работает над своим третьим альбомом. Изначально его выпуск был запланирован на 27 августа 2020 года. 6 марта 2021 года Грин обнародовал список композиции альбома под названием SoulFly. Он был выпущен 26 марта и включает в себя единственное гостевое участие от Polo G на песне «Richer».

## Исполнение
Грин ценится за его «откровенность и проницательную способность дёргать сердце слушателя». Рэйчел Джордж из ABC News Radio отметила, что «музыка является прямым выражением жизни Рода, поэтому он осторожен, но открыт к работе с другими артистами, разделяющими его страсть».

### Влияние
Грин рос, слушая E-40, Chingy, Boosie Badazz, Канье Уэста и Kevin Gates.

## Личная жизнь
В начале 2020 года Грин попал в почти смертельную автомобильную аварию. У Грина было внутреннее кровоизлияние в мозг и другие травмы. Он подробно рассказал об этом на сингле «Through the Wire», который был выпущен в июле 2020 года. В настоящее время находится в отношениях с матерью своих двух дочерей-близнецов, Келси Экс.

## Дискография

### Студийные альбомы
| Название      | Детали                                                                         | Высшая позиция в чарте | Высшая позиция в чарте | Высшая позиция в чарте | Высшая позиция в чарте | Высшая позиция в чарте | Сертификация       |
| Название      | Детали                                                                         | US                     | US R&B/HH              | US Rap                 | CAN                    | IRE                    | Сертификация       |
| ------------- | ------------------------------------------------------------------------------ | ---------------------- | ---------------------- | ---------------------- | ---------------------- | ---------------------- | ------------------ |
| Ghetto Gospel | - Выпущен: 1 ноября 2019 - Лейбл: Alamo - Форматы: Цифровая загрузка, стриминг | 10                     | 7                      | 5                      | —                      | —                      | - RIAA: Золотой    |
| Pray 4 Love   | - Выпущен: 3 апреля 2020 - Лейбл: Alamo - Форматы: Цифровая загрузка, стриминг | 2                      | 2                      | 1                      | 54                     | —                      | - RIAA: Платиновый |
| SoulFly       | - Выпущен: 26 марта 2021 - Лейбл: Alamo - Форматы: Цифровая загрузка, стриминг | 1                      | 1                      | 1                      | 16                     | 68                     |                    |

### Микстейпы
| Название           | Детали                                                                    |
| ------------------ | ------------------------------------------------------------------------- |
| Rookie of the Year | - Выпущен: 25 июля 2017 - Лейбл: Внелейбла - Формат: Цифровая загрузка    |
| Hunger Games       | - Выпущен: 12 декабря 2017 - Лейбл: Внелейбла - Формат: Цифровая загрузка |
| Hunger Games 2     | - Выпущен: 25 мая 2018 - Лейбл: Alamo - Формат: Цифровая загрузка         |
| Hunger Games 3     | - Выпущен: 7 декабря 2018 - Лейбл: Alamo - Формат: Цифровая загрузка      |
| PTSD               | - Выпущен: 14 июня 2019 - Лейбл: Alamo - Формат: Цифровая загрузка        |

### Синглы
| Название                                                                                 | Год  | Высшая позиция в чарте | Высшая позиция в чарте | Высшая позиция в чарте | Высшая позиция в чарте | Сертификации          | Альбом               |
| Название                                                                                 | Год  | US                     | US R&B/HH              | CAN                    | NZ Hot                 | Сертификации          | Альбом               |
| ---------------------------------------------------------------------------------------- | ---- | ---------------------- | ---------------------- | ---------------------- | ---------------------- | --------------------- | -------------------- |
| «Heart on Ice» (сольная или ремикс при участии Lil Durk)                                 | 2019 | 25                     | 13                     | 77                     | —                      | - RIAA: 2× платиновый | PTSD и Ghetto Gospel |
| «Popular Loner»                                                                          | 2019 | —                      | —                      | —                      | —                      |                       | PTSD                 |
| «Cuban Links» (при участии Kevin Gates)                                                  | 2019 | 92                     | 39                     | —                      | —                      | - RIAA: золотой       | Ghetto Gospel        |
| «Close Enough to Hurt»                                                                   | 2019 | —                      | —                      | —                      | —                      | - RIAA: золотой       | Ghetto Gospel        |
| «Dark Clouds»                                                                            | 2019 | —                      | —                      | —                      | —                      | - RIAA: платиновый    | Pray 4 Love          |
| «Misunderstood»                                                                          | 2019 | —                      | —                      | —                      | —                      |                       | Внеальбмный сингл    |
| «Thug Motivation»                                                                        | 2020 | —                      | —                      | —                      | —                      | - RIAA: золотой       | Pray 4 Love          |
| «Thief in the Night»                                                                     | 2020 | 74                     | 35                     | —                      | —                      | - RIAA: золотой       | Pray 4 Love          |
| «Pray 4 Love»                                                                            | 2020 | 67                     | 30                     | —                      | —                      | - RIAA: золотой       | Pray 4 Love          |
| «The Greatest»                                                                           | 2020 | 78                     | 39                     | —                      | —                      | - RIAA: золотой       | Pray 4 Love          |
| «And I Still»                                                                            | 2020 | —                      | —                      | —                      | —                      |                       | Внеальбомный сингл   |
| «Girl of My Dreams»                                                                      | 2020 | 65                     | 24                     | —                      | —                      | - RIAA: платиновый    | Pray 4 Love          |
| «Through the Wire»                                                                       | 2020 | —                      | —                      | —                      | —                      | - RIAA: Золотой       | Pray 4 Love          |
| «Freestyle»                                                                              | 2020 | 86                     | 32                     | —                      | —                      |                       | Pray 4 Love          |
| «Street Runner»                                                                          | 2021 | 16                     | 9                      | —                      | 27                     |                       | SoulFly              |
| «Tombstone»                                                                              | 2021 | 11                     | 5                      | —                      | 31                     |                       | SoulFly              |
| «Richer» (при участии Polo G)                                                            | 2021 | 22                     | 13                     | 74                     | 11                     |                       | SoulFly              |
| «—» обозначает запись, которая не попала в чарт или не была выпущена на этой территории. |      |                        |                        |                        |                        |                       |                      |

### Другие песни, которые попали в чарты и получили сертификации
| Название                                           | Год  | Высшая позиция в чарте | Высшая позиция в чарте | Высшая позиция в чарте | Сертификация          | Альбом        |
| Название                                           | Год  | US                     | US R&B/HH              | CAN                    | Сертификация          | Альбом        |
| -------------------------------------------------- | ---- | ---------------------- | ---------------------- | ---------------------- | --------------------- | ------------- |
| «Sky Priority»                                     | 2019 | —                      | —                      | —                      | - RIAA: золотой       | Ghetto Gospel |
| «Dark Conversations»                               | 2019 | —                      | —                      | —                      | - RIAA: золотой       | Ghetto Gospel |
| «Green Light»                                      | 2019 | —                      | —                      | —                      | - RIAA: платиновый    | Ghetto Gospel |
| «Brace Face»                                       | 2019 | —                      | —                      | —                      | - RIAA: платиновый    | Ghetto Gospel |
| «Poison»                                           | 2019 | —                      | —                      | —                      | - RIAA: золотой       | Ghetto Gospel |
| «Abandoned»                                        | 2019 | —                      | —                      | —                      | - RIAA: золотой       | Ghetto Gospel |
| «Fuck the World»                                   | 2020 | 64                     | 29                     | —                      | - RIAA: золотой       | Pray 4 Love   |
| «Thug Life»                                        | 2020 | 95                     | 49                     | —                      |                       | Pray 4 Love   |
| «I Remember»                                       | 2020 | 77                     | 38                     | —                      |                       | Pray 4 Love   |
| «No Weakness»                                      | 2020 | 99                     | —                      | —                      |                       | Pray 4 Love   |
| «Roaming»                                          | 2020 | —                      | —                      | —                      |                       | Pray 4 Love   |
| «Ribbon in the Sky»                                | 2020 | 84                     | 43                     | —                      |                       | Pray 4 Love   |
| «Rags2Riches» (при участии Lil Baby и ATR Son Son) | 2020 | 12                     | 7                      | 50                     | - RIAA: 2× платиновый | Pray 4 Love   |
| «Letter from Houston»                              | 2020 | 62                     | 24                     | —                      | - RIAA: золотой       | Pray 4 Love   |
| «SoulFly»                                          | 2021 | 55                     | 26                     | —                      |                       | SoulFly       |
| «Gone Till November»                               | 2021 | 61                     | 28                     | —                      |                       | SoulFly       |
| «Blame on You»                                     | 2021 | 65                     | 30                     | —                      |                       | SoulFly       |
| «Don’t Forget»                                     | 2021 | 63                     | 29                     | —                      |                       | SoulFly       |
| «All I Got»                                        | 2021 | 71                     | 34                     | —                      |                       | SoulFly       |
| «Pills & Billz»                                    | 2021 | 85                     | 41                     | —                      |                       | SoulFly       |
| «How the Game Go»                                  | 2021 | 88                     | 43                     | —                      |                       | SoulFly       |
| «Shock da World»                                   | 2021 | 96                     | 47                     | —                      |                       | SoulFly       |
| «What’s Love??»                                    | 2021 | 94                     | 46                     | —                      |                       | SoulFly       |
| «OMDB»                                             | 2021 | 89                     | 44                     | —                      |                       | SoulFly       |
| «Invisible Scar»                                   | 2021 | —                      | —                      | —                      |                       | SoulFly       |
| «Calling»                                          | 2021 | —                      | —                      | —                      |                       | SoulFly       |
| «Sneaky Links»                                     | 2021 | 98                     | 49                     | —                      |                       | SoulFly       |
| «Believe Me»                                       | 2021 | —                      | —                      | —                      |                       | SoulFly       |
| «Moving On»                                        | 2021 | —                      | —                      | —                      |                       | SoulFly       |
| «Changing»                                         | 2021 | —                      | —                      | —                      |                       | SoulFly       |

### Гостевое участие
| Название           | Год  | Другие исполнители                       | Альбом                  |
| ------------------ | ---- | ---------------------------------------- | ----------------------- |
| «Made This Way»    | 2019 | E-40, Tee Grizzley                       | Practice Makes Paper    |
| «Sorry Momma»      | 2020 | Rich The Kid, YoungBoy Never Broke Again | Nobody Safe             |
| «Rich Off Pain»    | 2021 | Lil Baby, Lil Durk                       | The Voice of the Heroes |
| «Heart of a Giant» | 2021 | Polo G                                   | Hall of Fame            |

### Комментарии
1. ↑  "Dark Clouds" не попал в чарт Billboard Hot 100, но достиг первого места в Bubbling Under Hot 100[30].
2. ↑  "Thug Motivation" не попал в чарт Billboard Hot 100, но достиг 15 номера в Bubbling Under Hot 100[30].
3. ↑  "Through the Wire" не попал в чарт Billboard Hot 100, но достиг 3 номера в Bubbling Under Hot 100[30].
4. ↑  "Roaming" не попал в чарт Billboard Hot 100, но достиг 16 номера в Bubbling Under Hot 100[30].
5. ↑  "Invisible Scar" не попал в чарт Billboard Hot 100, но достиг первого номера в Bubbling Under Hot 100[30].
6. ↑  "Calling" не попал в чарт Billboard Hot 100, но достиг 4 места в Bubbling Under Hot 100[30].
7. ↑  "Believe Me" не попал в чарт Billboard Hot 100, но достиг 11 номера в Bubbling Under Hot 100[30].
8. ↑  "Moving On" не попал в чарт Billboard Hot 100, но достиг 8 места в Bubbling Under Hot 100[30].
9. ↑  "Changing" не попал в чарт Billboard Hot 100, но достиг 7 места в Bubbling Under Hot 100[30].